# 't Haantje (Weesp)
 't Haantje is een voormalige korenmolen, gelegen aan de Stammerdijk langs Smal Weesp in de Nederlandse stad Weesp (provincie Noord-Holland).

## Geschiedenis
Op de plaats waar nu 't Haantje staat, stond sinds 1626 een wipmolen die de voormalige Kostverlorenpolder bemaalde. Omstreeks 1705 werd deze polder met een aantal andere polders samengevoegd tot de Gemeenschapspolder. De grotere Gemeenschapsmolen maakte het wipmolentje overbodig. Het werd verkocht en verbouwd tot korenmolen.
In 1817 werd een sloopvergunning voor deze molen afgegeven en in 1820 werd op dezelfde plek een oliemolen met de naam De Haan gebouwd. Dit was een bestaande molen die in 1663 was gebouwd aan niet ver van het Rijksmuseum te Amsterdam. Hij werd gebouwd als slijp- en zaagmolen voor steen, maar vanaf 1716 werd het gebruikt als loodwitmolen. In 1820 is ’t Haantje naar Weesp verplaatst en in 1828 werd het verbouwd tot korenmolen. In 1896 werd 't Haantje verkocht aan de cacaofabrikant C.J. van Houten, die de molen voor sloop wilde behoeden. In 1918 heeft de molen voor het laatst gemalen en in 1943 is 't Haantje verkocht aan een kunstenaar, die het gaande werk liet verwijderen.

## Tegenwoordig
In 1964 is de molen uitwendig gerestaureerd; in 2001/2003 volgde een ingrijpende restauratie. Op 23 mei 2003 is de draaivaardig gerestaureerde molen 't Haantje feestelijk heropend. Stelling en molen zijn eigendom van Stichting Molen 't Haantje.
Eind 2020 kreeg de eigenaar van de molen een subsidie van de gemeente Weesp van 66.500 euro, hiermee is het onderhoud voor langere tijd veiliggesteld. De stichting heeft jaarlijks zo'n 20.000 euro aan kosten om de molen te onderhouden en elke 25 jaar is groot onderhoud noodzakelijk om de molen in goede staat te houden.
Jaarlijks is Molen 't Haantje te bezichtigen op Nationale Molendag (2e zaterdag van mei) en op Open Monumentendag (2e zaterdag van september).